# 亞當·哈德溫
亞當·哈德溫（Adam Hadwin，1987年11月2日—）是一位加拿大高爾夫球選手，他參加PGA巡迴賽的賽事。哈德溫曾經兩次贏得Web.com巡迴賽賽事的冠軍，並且兩次獲得加拿大巡迴賽的賽事。他曾經和尼克·泰勒一起打高爾夫球。2010年，亞當·哈德溫轉為職業球員。